# La Bâtie-Neuve
La Bâtie-Neuve ist eine französische Gemeinde im Département Hautes-Alpes in der Region Provence-Alpes-Côte d’Azur. Sie gehört zum Kanton Chorges im Arrondissement Gap.

## Geografie
La Bâtie-Neuve befindet sich zehn Kilometer von Gap entfernt im Bergmassiv Massif des Écrins in den Seealpen. Die angrenzenden Gemeinden sind:
- Ancelle im Norden,
- Chorges im Osten,
- Montgardin und Avançon im Süden,
- La Bâtie-Vieille im Südwesten,
- La Rochette im Westen.

## Bevölkerungsentwicklung
| Jahr      | 1962 | 1968 | 1975 | 1982 | 1990 | 1999 | 2006 | 2011 | 2012 |
| --------- | ---- | ---- | ---- | ---- | ---- | ---- | ---- | ---- | ---- |
| Einwohner | 528  | 510  | 627  | 837  | 1327 | 1687 | 1976 | 2431 | 2420 |

## Sehenswürdigkeiten
- Ein Turm, der zu einem heute nicht mehr bestehenden Schloss gehörte
- Die Pastoralkirche Notre-Dame-de-Consolation, erbaut im 16./17. Jahrhundert

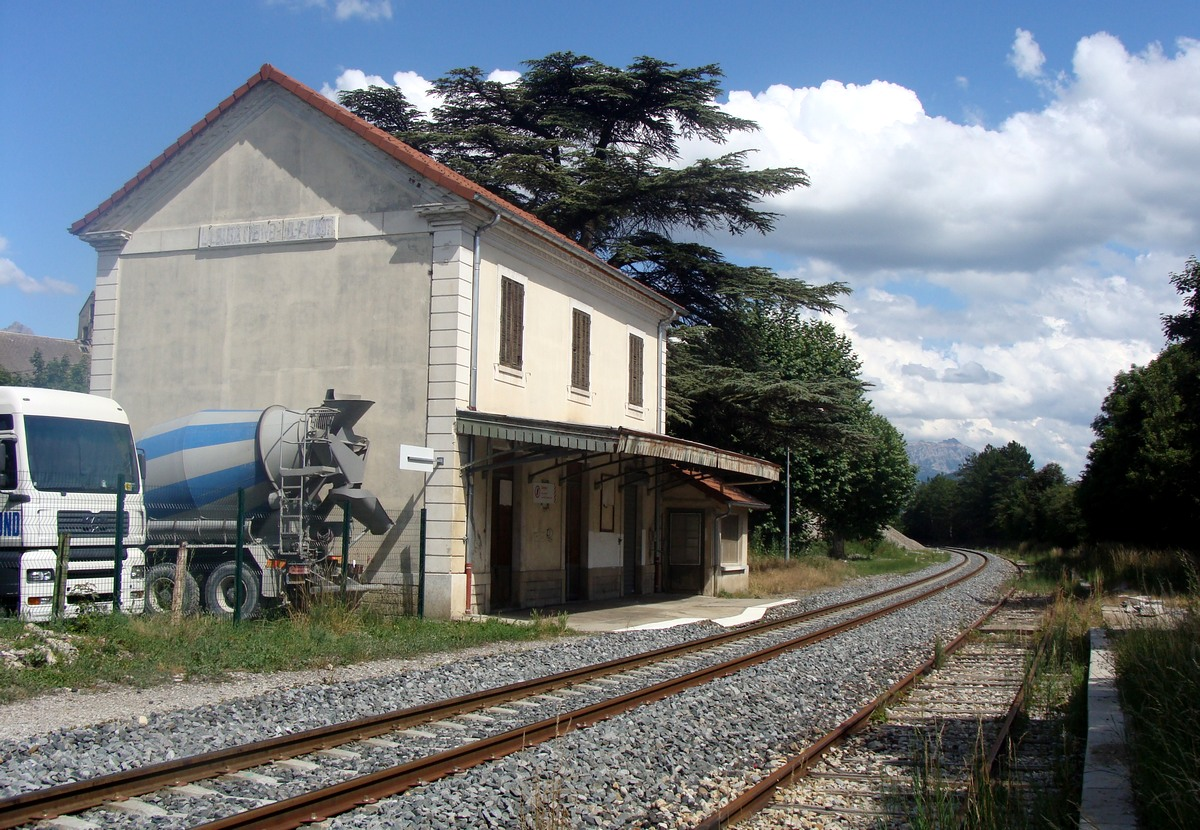
Der Bahnhof von Bâtie-Neuve
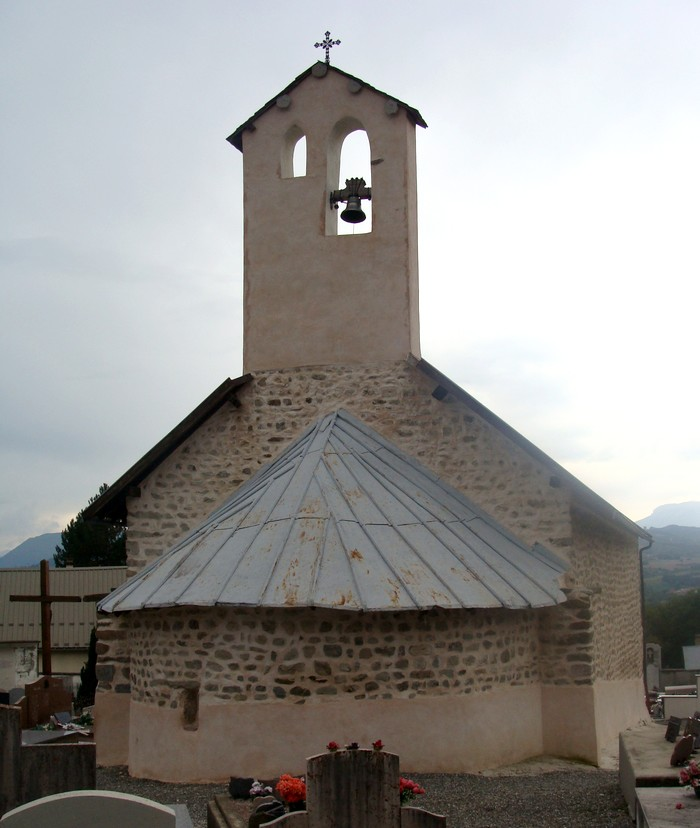
Die Kapelle Saint-Pancrace